# Michele Cifarelli
Michele Cifarelli (Bari, 8 agosto 1913 – Roma, 5 giugno 1998) è stato un politico e magistrato italiano.

## Biografia
Michele Cifarelli si forma nella borghesia colta degli anni Trenta: il padre Domenico, avvocato, è vice segretario generale dell'amministrazione provinciale, la madre, Elvira Ottomano è insegnante; si dedica - come la sorella Rosa e il fratello Raffaele - agli studi classici, frequenta l’Università di Bari e si laurea in Giurisprudenza nel 1934.

Si avvia alla carriera accademica e forense mentre si dedica all’insegnamento nei licei.

Nel 1938 vince il concorso per entrare in magistratura.

Sposa Felicita Gloria Nisio, detta Cetta, da cui ha due figli, Luisa e Giulio.

### Gli anni della formazione
Da luglio 1934 fino a settembre 1938 tiene un diario, ritrovato tra le sue carte e pubblicato postumo, che documenta la progressiva presa di coscienza di un gruppo di giovani intellettuali e la maturazione di una chiara posizione democratica di orientamento liberal-socialista; è esplicito il rifiuto dell’ideologia e della prassi del Fascismo e delle leggi razziali proprio nel periodo in cui maggiore è il consenso popolare verso il regime.
Grazie ai contatti con Tommaso Fiore e Guido Calogero forma un sodalizio intellettuale con un gruppo di giovani meridionali: i figli di Fiore, Fabrizio Canfora, Ernesto De Martino, Domenico Loizzi, Giuseppe Bartolo ed altri, tutti coinvolti dalla suggestiva atmosfera culturale della libreria di Giovanni Laterza  in via Sparano; tramite Fiore frequentano Benedetto Croce nel “cenacolo” che si riunisce presso Villa Laterza in occasione delle frequenti visite dello studioso al suo editore.

Nel 1941, insieme al fratello Raffaele costituisce clandestinamente l'associazione liberalsocialista Giovane Europa che si rifà a quella di Mazzini, ed elabora un programma in cui si pone al primo punto l'istituzione della Repubblica e dove è già presente in nuce l'idea dell'Europa federalista che è il primo dei suoi pensieri assieme alla Questione meridionale.

Svolge opera di sensibilizzazione anche tra i giovani magistrati suoi colleghi ma questa intensa attività clandestina non sfugge all'Ovra e nel giugno del 1943 Cifarelli viene arrestato insieme a Calogero, De Ruggero, Tommaso Fiore ed altri.
Vengono liberati il 28 luglio subito dopo la caduta del fascismo ma quello stesso giorno è funestato dall’eccidio di via Nicolò dell’Arca, vittime studenti e docenti che andavano a festeggiare la loro liberazione: tra questi Graziano, figlio dello stesso Tommaso Fiore.

### Gli eventi del '43-44
Alla svolta del '43  questo gruppo di giovani è pronto a cogliere il momento politico e ad assumere con responsabilità un ruolo da protagonisti con lucida e matura consapevolezza.

Subito dopo l'8 settembre del 1943, insieme al fratello Raffaele, a Giuseppe Bartolo e Michele D’Erasmo, ottenuto il tacito consenso dal Dirigente Eiar, è animatore delle prime trasmissioni di Radio Bari, la potente stazione emittente del capoluogo pugliese, dalla quale leggono messaggi con cui, inquadrata la nuova situazione geo-politica, esortano all’impegno civile ed alla lotta di liberazione; subito vengono bloccati dal Governo del Regno del Sud insediato a Brindisi ma riprendono le trasmissioni dopo pochi giorni, autorizzati dal maggiore Ian Gordon Greenlees che, a nome degli Alleati, ha preso il controllo della emittente in base ad una clausola dell’Armistizio; il maggiore intuisce che una trasmissione condotta da giovani antifascisti italiani avrà sugli ascoltatori un impatto psicologico ben più efficace di trasmissioni tenute da militari Alleati .

Nel dicembre 1943 aderisce con gli altri al Partito d'Azione e si occupa della sua organizzazione locale, aderendo come partito al CLN di Bari e divenendone il segretario provinciale.

In un incontro tra i CLN meridionali avanza la proposta di tenere a Napoli un Congresso Nazionale dei CLN per concordare le scelte politiche ed istituzionali da perseguire nell’immediato e nel futuro e, quando gli Alleati la osteggiano, eleva una vibrante protesta che viene ripresa dalla stampa estera;  propone quindi di organizzarlo a Bari e gli Alleati acconsentonoTemplate:Ef.
All'inizio del '44, quindi, si riunisce il Congresso di Bari del CLN (28-29 gennaio 1944), prima Assemblea libera tenutasi nell’Europa liberata e Cifarelli pronuncia il discorso di benvenuto a nome del Comitato Organizzatore. Il Congresso accoglierà l'esortazione di Benedetto Croce a dare un segno di discontinuità politica deliberando di perseguire l'immediata abdicazione del Re ed un nuovo governo aperto ai partiti, e per questo avrà ampia risonanza nel Mondo libero quale primo anello della catena che porterà alla Costituente.

Nel dicembre 1944 come responsabile locale del PdA organizza a Bari il Convegno di Studi Meridionalistici dal titolo “Dati storici e prospettive attuali della Questione Meridionale” che vede la partecipazione di eminenti Meridionalisti (Adolfo Omodeo, Guido Dorso, Manlio Rossi-Doria ecc.) e che riprende il dibattito sulle diverse possibili strategie da promuovere per affrontare il problema del Mezzogiorno rimasto congelato per vent’anni a favore della politica di colonizzazione oltremare.
Nel gennaio 1945 assume la direzione organizzativa del Partito d'Azione a livello nazionale.

### Il dopoguerra e l’attività politica
Dopo l’esito positivo del Congresso dei CLN, avendo assunto impegni politici, ritiene doveroso dimettersi dalla Magistratura, tornando alla carriera forense, per potersi dedicare liberamente alla attività politica.

Nel 1946 il Partito d'Azione subisce una scissione tra l'anima repubblicana, quella liberale e quella vicina a posizioni socialiste.

Cifarelli aderisce al PRI e vi resterà anche quando si troverà su posizioni di minoranza interna;
nel PRI sarà membro della Direzione Nazionale, responsabile dell’organizzazione, e condirettore de  La Voce Repubblicana.

Dall’interno del PRI continua ad animare convegni e dibattiti sulle strategie meridionaliste e, nel 1948, organizza a Bari un Convegno su “ERP e Mezzogiorno” nel quale viene avanzata l’idea di un apposito Ente per la gestione dell’intervento pubblico: idea che si concretizza nel 1950 con la creazione della Cassa per il Mezzogiorno.

Nominato nel Consiglio di Amministrazione si trasferisce a Roma assumendo l'incarico di VicePresidente dal 1963 al 1968, anno in cui viene eletto al Senato per il PRI.
Sarà poi riconfermato senatore fino al 1979, mentre sarà eletto alla Camera da 1983 al 1987.
Come parlamentare di maggioranza, ricopre anche cariche governative: sottosegretario all'Agricoltura nel Governo Rumor IV (1973-1974) e sottosegretario al commercio con l'estero nel Governo Andreotti V (1979).

Sarà Presidente dal 1987 al 1994 dell’Associazione mazziniana italiana, e in tale ruolo rifletterà sulla crisi della democrazia rappresentativa alla luce degli ideali mazziniani.

### Ambiente, Meridionalismo e Beni Culturali
Cifarelli è stato un ambientalista convinto: è uno dei primi soci di Italia Nostra di cui sarà per molti anni il vicepresidente.

Nominato dal 1983 presidente del Parco d'Abruzzo, vi imprime una visione moderna della protezione dell’ambiente come strumento per il risanamento dell'economia.

Come Meridionalista, oltre ad organizzare il già citato primo Convegno sul tema nel 1944, partecipa e organizza decine di altri Convegni mentre svolge un ruolo diretto nelle politiche di intervento come Consigliere e VicePresidente della Cassa per il Mezzogiorno.
Dal 1988 è presidente dell'Associazione nazionale per gli interessi del mezzogiorno d'Italia, cui da nuovo impulso promuovendo convegni e la pubblicazione di studi e carteggi dei maggiori meridionalisti.

Sensibile alla salvaguardia dei Beni Culturali, all’interno dell’ANIMI promuove anche gli studi archeologici, rilanciando la Società Magna Grecia, le sue pubblicazioni e le attività di ricerca e classificazione di reperti ; inoltre, durante la sua attività parlamentare, si impegna ad avviare la costituzione del Parco archeologico di Selinunte e si adopera ad impedire che sul litorale di San Vito Lo Capo e sulla Area archeologica della Piana di Sibari vengano insediate attività industriali.
Dal 24/06/1975 al 29/06/1981 è stato Presidente dell'Istituto Superiore per Imprenditori e Dirigenti di Azienda di Palermo.

## Gli Archivi
- Dopo la scomparsa di Michele Cifarelli nel 1998 la moglie cataloga e custodisce con devozione i carteggi in suo possesso che oggi costituiscono il Fondo Cifarelli conservato presso l'Archivio storico del Senato della Repubblica[41];
- Precedentemente il “Fondo Documentale” di Michele Cifarelli, è stato affidato dallo stesso all’ IPSAIC (Istituto Pugliese per la Storia dell’Antifascismo e dell’Italia Contemporanea): è costituito prevalentemente da corrispondenza con colleghi magistrati ed esponenti politici e da documentazione relativa agli eventi da lui promossi e su citati (Radio Bari, Congresso di Bari dei CLN, primo Convegno sul Mezzogiorno)[42][43].

## Curiosità
- Luciano Canfora è nipote di Michele Cifarelli, in quanto figlio della latinista e grecista Rosa Cifarelli, sorella di Michele, e dello storico della filosofia Fabrizio Canfora, entrambi docenti del prestigioso Liceo Ginnasio Quinto Orazio Flacco di Bari. Luciano Canfora ha ricordato la figura dello zio Michele in un intervento alla cerimonia in suo ricordo del 1999[44]  e ha scritto la prefazione del libro biografico "Un giovane Liberale del Sud";
- A Michele Cifarelli è oggi intitolata una importante via di Bari.

### Annotazioni
1. ↑   Alla Questione ebraica Cifarelli dedica nell’estate del 1938 un lungo scritto, molto amaro[5]. Le leggi razziali colpiscono anche amici fraterni come ad esempio Max Mayer[6].
2. ↑  “A partire dal 1938 la comunanza d’idee tra i giovani raccolti intorno a Tommaso Fiore sfociò nella formazione di un gruppo che teneva riunioni periodiche per ascoltare e discutere relazioni elaborate a turno, su temi diversi, da singoli membri. Scopo preciso era prepararsi come classe politica per un futuro democratico.”[7].
3. ↑  “È a casa Fiore che Cifarelli legge per la prima volta Giustizia e Libertà, dove costantemente consultava la stampa francese  (…) . Era altresì qui che doveva raccogliere gran parte dei suggerimenti sulla letteratura internazionale, prevalentemente francese ed inglese, che continuamente alimentavano le sue letture. Era qui soprattutto che si stringeva il suo sodalizio politico di quell’ampio cenacolo di uomini (…)”[8].
4. ↑  “I rapporti con Tommaso Fiore e Benedetto Croce rappresentarono per Cifarelli e per i giovani baresi un privilegio, accompagnati dalla eccezionale cornice della libreria Laterza”; questa offre loro “libri editi in Italia, spesso traduzioni di autori stranieri, di limitatissima circolazione e difficilmente reperibili nelle librerie "normali"”[9].
5. ↑  “(…) Poi alla Libreria Laterza, ove, tra tanti bei volumi, abbiamo ossequiato Benedetto Croce e sentito le sue parole, i suoi motti arguti, i suoi tanti ricordi di vita. Con lui nel pom. in passeggiata a Villa Laterza, sulla via di Carbonara, e di sera in casa Laterza con Fiore e Fabrizio. Enorme interesse!”[10].
Cifarelli dedica uno scritto ai "Ricordi di conversazione con Benedetto Croce", riportato in Appendice ai "Diari"[11][9].
6. ↑  “Il passaggio definitivo da cenacolo culturale a gruppo politico organizzato avvenne con la nascita della Giovane Europa. La lettura della stampa clandestina, gli incontri segreti con gli esponenti di Giustizia e Libertà, le discussioni fra gli amici avevano rafforzato tra i giovani baresi il convincimento che ogni lotta per la libertà nazionale diventasse lotta per la libertà dell’Europa.”[7].
7. ↑  “nel giugno del 1941 fu scritto il più importante testo europeistico della Resistenza - un gruppo di giovani baresi si riunì per costituire formalmente l’associazione Giovane Europa.
Era il novembre 1941 e presso l’abitazione di Michele Cifarelli venne pronunciato il seguente giuramento (poi pubblicato da Tommaso Fiore in "Nuovo Risorgimento", Milella, settimanale storico-politico, a.1, n. 3/4, Bari, 15 giugno 1944 p.4): 
«In nome dell’Europa, mia patria, e della libertà, risvegliato alla consapevolezza di una tradizione due volte millenaria che a me europeo è stata commessa e che in me europeo si continua e si difende (…). Così oggi… Giuro...»”[12].
8. ↑  Tra gli scritti clandestini più significativi va ricordata la "Lettera ai Francesi" [13]: un dattiloscritto di 26 pagine in cui, dopo aver analizzato le molte ragioni storiche che portano ad una naturale unione tra i due popoli, li invita a guardare ad una futura "Unione Latina", in cui includere poi anche la penisola iberica[14]. Ricordando quel periodo, Cifarelli scriverà: «Potrei passare ai ricordi della mia generazione e a me stesso, che, studente universitario, dedicai gran tempo a redigere un manoscritto, per esporre un progetto di Federazione Europea. Avevo letto Cattaneo. Avevo, come tanti altri, una crescente insofferenza verso il nazionalismo esagitato dal fascismo, al quale si aggiunse il nazismo.»[15].
9. ↑  SI vedano i testi di alcune delle "Conversazioni" che M.Cifarelli e i suoi amici tennero a Radio Bari: in particolare, di Michele Cifarelli:  15/9/1943 "La morte del fascismo"; 18/9/43 "Parole di un cittadino italiano";  30/10/43 "I becchini del passato"; 10/12/43 "L’Italia risorge", 10/12/43 "Per la nuova Europa", 24/12/43 "Per la Patria e per l’Europa", 31/12/43 "L’ora degli uomini liberi"[19].
10. ↑   Si vedano gli Atti del Convegno curati dal fratello Raffaele e stampati dalla Tipografia Canfora & C 1946 e ristampati dalle Edizioni dal Sud nel 1995 a cura di Vito Antonio Leuzzi[27][28] (vedi Bibliografia).
11. ↑  “Italia Nostra….fondata più di cinquant’anni fa da Umberto Zanotti Bianco e che ebbe nell’onorevole barese Michele Cifarelli, uno dei punti di riferimento più importanti nel panorama italiano del dopoguerra.”[37].
12. ↑  Un esplicito riconoscimento del rilancio dovuto a Cifarelli, sia dell’Animi che della Società Magna Grecia, è nel sito della Associazione[39][40].

### Fonti
1. ↑   Michele Cifarelli, Libertà vo’ cercando, Diari 1934-1938, Soveria Mannelli, Rubbettino Editore,  pp. 321-323-325-383, ISBN 88-4980-698-1.
2. ↑   Michele Cifarelli, Libertà vo’ cercando, Diari 1934-1938, Soveria Mannelli, Rubbettino Editore,  p. 383, ISBN 88-4980-698-1.
3. ↑   Michele Cifarelli, Libertà vo’ cercando, Diari 1934-1938, Soveria Mannelli, Rubbettino Editore, ISBN 88-4980-698-1.
4. ↑   Michele Cifarelli, Libertà vo' cercando--: diari 1934-1938, Rubbettino Editore, 2004, ISBN 978-88-498-0698-4. URL consultato il 28 agosto 2023.
5. ↑   Michele Cifarelli, Libertà vo’ cercando, Diari 1934-1938, Soveria Mannelli, Rubbettino Editore, da p. 367 a p. 381, ISBN 88-4980-698-1.
6. ↑   Michele Cifarelli, Libertà vo’ cercando, Diari 1934-1938, Soveria Mannelli, Rubbettino Editore,  p. 321, ISBN 88-4980-698-1.
7. 1 2   Enzo Laganà, Il profondo bisogno di Europa nel Pensiero e nell’azione di Michele Cifarelli, in Annali della Fondazione Ugo La Malfa XXIII-2008: Storia e Politica, AA.VV., Gangemi Editore,  p. 153.
8. ↑   Michele Cifarelli, Libertà vo’ cercando, Diari 1934-1938, Soveria Mannelli, Rubbettino Editore,  pp. 10-11, ISBN 88-4980-698-1.
9. 1 2   Enzo Laganà, Il profondo bisogno di Europa nel Pensiero e nell’azione di Michele Cifarelli, in Annali della Fondazione Ugo La Malfa XXIII-2008: Storia e Politica, AA.VV., Gangemi Editore,  p. 152.
10. ↑   Michele Cifarelli, Libertà vo’ cercando, Diari 1934-1938, Soveria Mannelli, Rubbettino Editore,  p. 183, ISBN 88-4980-698-1.
11. ↑   Michele Cifarelli, Libertà vo’ cercando, Diari 1934-1938, Soveria Mannelli, Rubbettino Editore,  pp. 345-349, ISBN 88-4980-698-1.
12. ↑   Enzo Laganà, Il profondo bisogno di Europa nel Pensiero e nell’azione di Michele Cifarelli, in Annali della Fondazione Ugo La Malfa XXIII-2008: Storia e Politica, AA.VV., Gangemi Editore,  p. 151.
13. ↑  Archivio Michele Cifarelli,  fasc 004/2, Scritti politici per la propaganda clandestina, in Puglia e altrove, 1941.
14. ↑   Enzo Laganà, Il profondo bisogno di Europa nel Pensiero e nell’azione di Michele Cifarelli, in Annali della Fondazione Ugo La Malfa XXIII-2008: Storia e Politica, AA.VV., Gangemi Editore,  pp. 154-155.
15. ↑   Michele Cifarelli, L’idea di Europa nelle lotte e nelle speranze del Mezzogiorno, in L’idea d'Europa nel Movimento di Liberazione, AA.VV., Bonacci Editore.
16. ↑   Giuseppe Spagnulo, Un giovane liberale del Sud, Rubbettino Editore,  p. 45.
17. ↑   Michele Cifarelli, Libertà vo’ cercando, Diari 1934-1938, Soveria Mannelli, Rubbettino Editore,  p. 385, ISBN 88-4980-698-1.
18. ↑   Vito Antonio Leuzzi, Bari 28 luglio 1943 - Memoria di una strage, Edizioni dal Sud.
19. ↑   Leuzzi, Schinzano, Radio Bari nella Resistenza Italiana, Bari, Edizioni dal Sud.
20. ↑   Antonio Rossano, «Qui Radio Bari», Edizioni Dedalo,  p. 82.
21. ↑   ‘Greenlees Ian Gordon’, su siusa.archivi.beniculturali.it. URL consultato il 20 maggio 2020.
22. ↑   Giuseppe Spagnulo, Un giovane liberale del Sud, Rubbettino Editore,  p. 106.
23. ↑   Giuseppe Spagnulo, Un giovane liberale del Sud, Rubbettino Editore,  pp. 90-92.
24. ↑   Giovanni Russo, Partito d'azione : storia, pensiero e attualità, in Nuova Antologia, 2009,  pp. 50-51.
25. ↑   Giuseppe Spagnulo, Un giovane liberale del Sud, Rubbettino Editore,  pp. 129-132.
26. ↑   Vito Antonio Leuzzi (a cura di), Bari 28 e 29 gennaio 1944: il primo Congresso dei Comitati di Liberazione Nazionale, Atti del convegno, Edizioni dal Sud.
27. ↑   Raffalele Cifarelli (a cura di), Dati storici e prospettive attuali della Questione Meridionale, Tipografia Canfora & C..
28. ↑   Vito Antonio Leuzzi (a cura di), Dati storici e prospettive attuali della Questione Meridionale, Edizioni dal Sud.
29. ↑   Giuseppe Spagnulo, Un giovane liberale del Sud, Rubbettino Editore,  pp. 165-170.
30. ↑   Giuseppe Spagnulo, Un giovane liberale del Sud, Rubbettino Editore,  p. 170.
31. ↑   Giuseppe Spagnulo, Un giovane liberale del Sud, Rubbettino Editore,  p. 140.
32. ↑   Giuseppe Spagnulo, Un giovane liberale del Sud, Rubbettino Editore,  pp. 183-191.
33. ↑   "Giuseppe Spagnulo, Un giovane liberale del Sud, Rubbettino Editore”, p. 281.
34. ↑   Antonella De Robertis (a cura di), ERP e Mezzogiorno, Atti del Congresso.
35. ↑   Michele Cifarelli, Libertà vo’ cercando, Diari 1934-1938, Soveria Mannelli, Rubbettino Editore,  p. 389, ISBN 88-4980-698-1.
36. 1 2 3 4   Michele Cifarelli, Libertà vo’ cercando, Diari 1934-1938, Soveria Mannelli, Rubbettino Editore,  p. 395, ISBN 88-4980-698-1.
37. ↑   Maria Grazia Rongo, Difendiamo arte e ambiente senza cedere a compromessi, su lagazzettadelmezzogiorno.it, Gazzetta del Mezzogiorno, 21 giugno 2014. URL consultato il 22 maggio 2020.
38. ↑   Giuseppe Spagnulo, Un giovane liberale del Sud, Rubbettino Editore,  p. 281.
39. ↑   Animi - Storia dell'Associazione, su animi.it. URL consultato il 22 maggio 2020.
40. ↑   Società Magna Grecia - Storia dell'Associazione, su animi.it. URL consultato il 22 maggio 2020.
41. ↑   ‘Patrimonio Dell’Archivio Storico Senato della Repubblica’, su patrimonio.archivio.senato.it. URL consultato il 20 maggio 2020.
42. ↑   Insmli: Istituto Nazionale per la Storia del Movimento di Liberazione in Italia, su beniculturali.ilc.cnr.it:8080. URL consultato il 17 febbraio 2020 (archiviato dall'url originale il 7 giugno 2006).
43. ↑   Archivio IPSAIC, su ipsaic.it. URL consultato il 20 maggio 2020.
44. ↑   Un giovane liberale del sud, su senato.it. URL consultato il 20 maggio 2020.